# مالابه
مالابه (به لاتین: Malabe) یک منطقهٔ مسکونی در سری‌لانکا است که در ناحیه کلمبو واقع شده‌است. مالابه ۲۸ متر بالاتر از سطح دریا واقع شده‌است.